# 他者

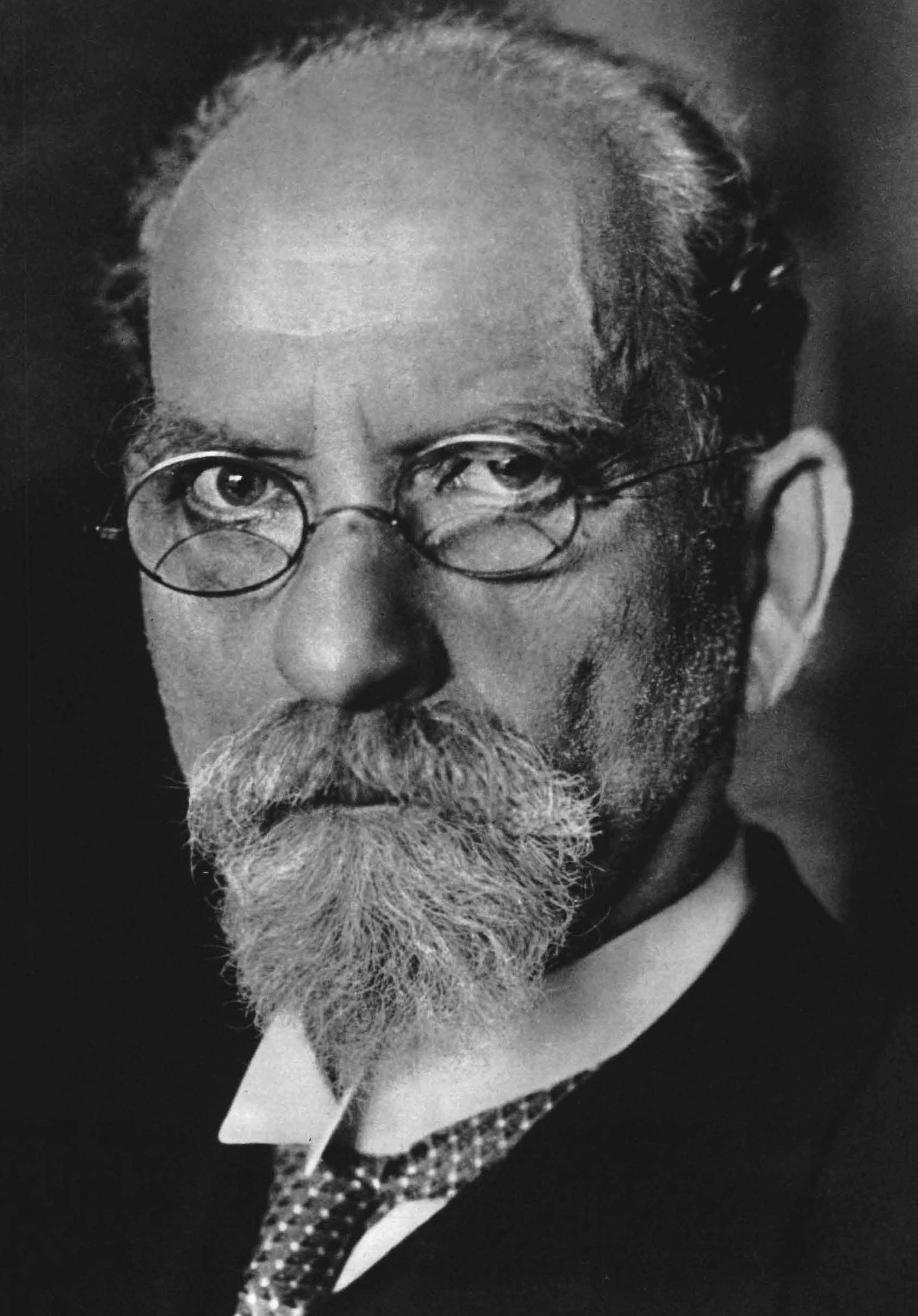
フッサールは、他者を間主観性の概念的基盤のひとつ、つまり人間同士の関係の概念的基盤のひとつとした。

他者（たしゃ、英語: other）とは、自分とは別の人間を定義するために使用される用語である。
現象学では、他者と構成的他者という用語は、人の自己のイメージの累積的、構成的要因として、他者を自己から区別する。したがって、他者とは、自己の正反対でもあり、また、似て非なるものでもある。構成的他者とは、人間の人格（本質）と身体との間の関係であり、自己のアイデンティティの本質的な特徴と表面的な特徴との関係であり、またそれは個人の内部の差異であるために、自己とは正反対の、しかし相関的な特徴に相当する。
また、他者性（他者の特徴）の状態や質は、人の社会的アイデンティティや自己のアイデンティティの差異によって決まる。哲学の言説において、他者性という用語は、物事の象徴的秩序から、実在（真正で不変のもの）から、美学（芸術、美、味など）から、政治哲学から、社会規範や社会的アイデンティティから、そして自己から区別され、分離している他者の「誰」（who）、「何」（what）という特徴を示している。したがって、他者性の条件とは、人が社会の社会規範に不適合であることであり、他者性とは、国家またはそれに対応する社会政治的権力を持つ社会制度（例えば、職業など）によってもたらされる権利剥奪（政治的排除）である。したがって、他者性の押し付けは、「他者」としてレッテルを貼られた人物を社会の中心から疎外させ、他者であるために社会の周縁に位置づけることである。 
他者化（othering）という用語は、他者という社会的に従属したカテゴリーに属する者として、ある人物を従属的社会集団の出身者としてラベリングし、定義する還元的な行為を表している。他者化の実践は、自己の姿たる社会集団の規範に適合しない人物を排除するものであり、同様に人文地理学において他者化の実践とは、他者であることを理由に、社会集団から社会の周縁部、つまり主流の社会規範が適用されない場所に排除し、追いやることを意味する。

## 背景

### 哲学

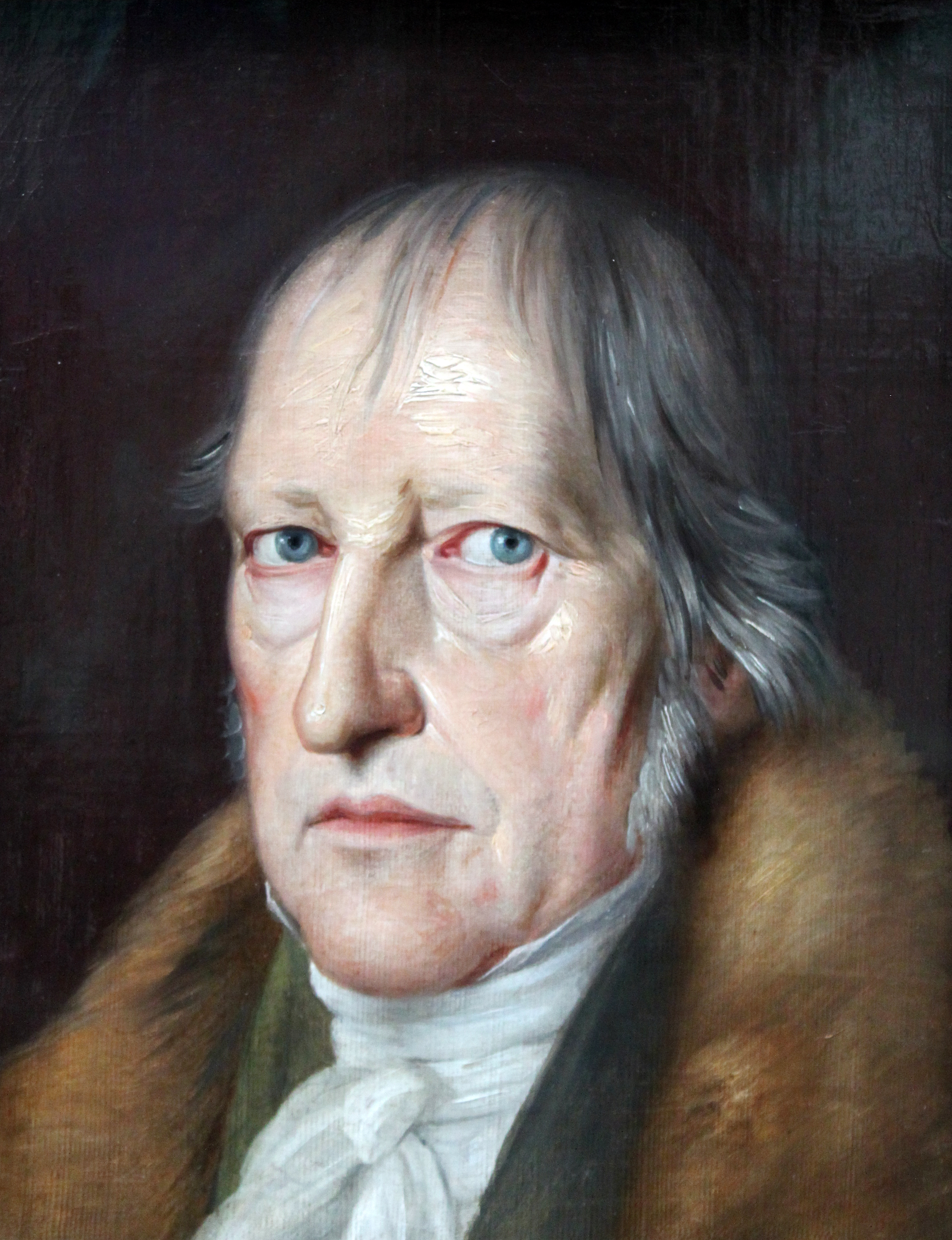
ヘーゲルは、人間の自己への偏執の構成部分として他我という概念を導入した。

ジョン・スチュアート・ミルは1865年に『An Examination of Sir William Hamilton's Philosophy（ウィリアム・ハミルトン卿の哲学の検討）』の中で、ルネ・デカルト以降の他者に関する最初の定式化である他我の概念を導入した。
自己の概念には、自己を定義するために必要な対となる存在として、構成的他者の存在が必要である。18世紀後半にゲオルク・ヴィルヘルム・フリードリヒ・ヘーゲル（1770-1831）は自己意識（自己への偏執）の構成部分として他者の概念を導入し、ヨハン・ゴットリープ・フィヒテ（1762-1814）が提示した自己認識（内省能力）に関する命題を補完した。
エドムント・フッサール（1859-1938）は、他者という概念を間主観性、つまり人々の間の心理的関係の基礎として適用した。『デカルト的省察』（1931） の中で、フッサールは、他者は分身として、もう一人の自己として構成されると述べ、他者は自己の認識論的な問題。つまりは自己の意識の知覚でしかないとした。
ジャン＝ポール・サルトル（1905-1980）は、『存在と無』（1943）の中で、間主観性の考え方を応用して、他者の出現によって世界がどのように変化するか、世界が自己ではなく他者に向けられているように見えるかを説明した。他者は、自己の存在に対する根本的な脅威としてではなく、その人の人生の過程における心理現象として現れるということから、また、シモーヌ・ド・ボーヴォワール（1908-1986）は、『第二の性』（1949）の中で、他者性の概念をヘーゲルの主従弁証法（Herrschaft und Knechtschaft、1807年）に当てはめ、それが男女関係の考え方であり、社会の女性に対する扱いや虐待の真の説明になるようであることを発見した。